# Trigonostigma

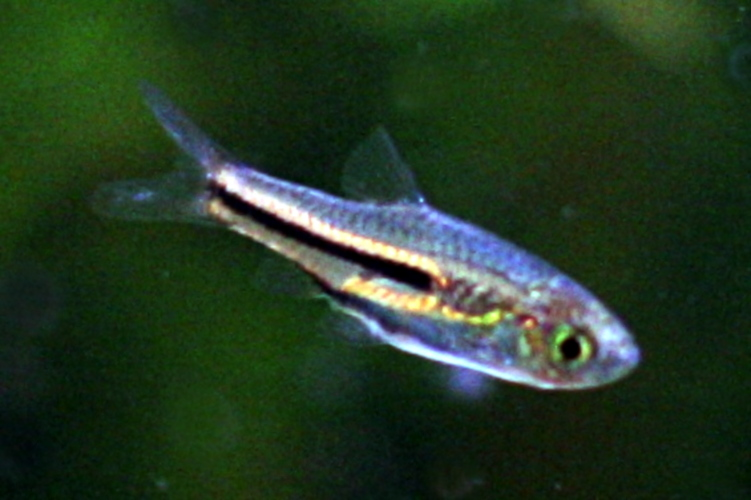
Trigonostigma somphongsi

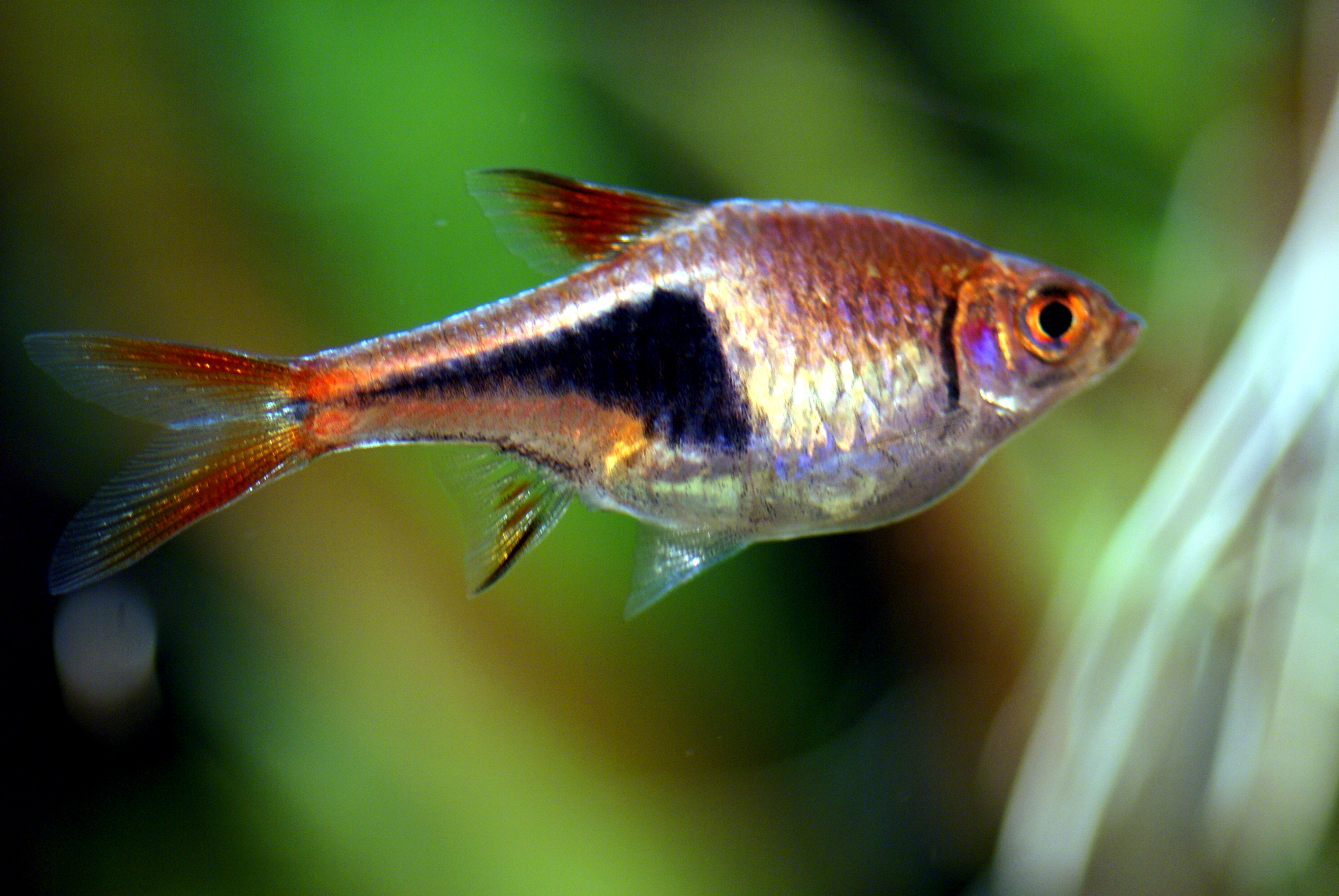
Trigonostigma heteromorpha

Los peces del género Trigonostigma son  ciprínidos de agua dulce incluidos en el orden Cypriniformes, distribuidos por Tailandia e Indonesia, aunque comunes en los acuarios de todo el mundo.

## Morfología
Son carpas de tamaño muy pequeño en torno a 5 cm de longitud, tienen vivos colores con manchas oscuras características en el pedúnculo caudal en forma de banda o triangulares; no presentan bigote en la barbilla.

## Hábitat y acuariología
Su hábitat natural es bentopelágico de clima tropical, viviendo en charcas de denso crecimiento de plantas acuáticas, donde forman bancos de más de 100 individuos.
Su uso en acuariología es muy comercial, siendo muy apreciados por su belleza y pequeño tamaño, debiendo mantenerse en grupos de más de cinco individuos y en acuarios con un tamaño mínimo de 60 cm.

## Especies
Antiguamente encuadrados dentro del género Rasbora, desde 1999 se les ha clasificado en un género aparte basándose en estudios filogenéticos.
Existen 4 especies agrupadas en este género:
- Género Trigonostigma:
  - Trigonostigma espei (Meinken, 1967)
  - Trigonostigma hengeli (Meinken, 1956)
  - Trigonostigma heteromorpha (Duncker, 1904) - Harlequín
  - Trigonostigma somphongsi (Meinken, 1958)